# نعمت احمدی
نعمت احمدی (فروردین ۱۳۳۴ – ۳۱ شهریور ۱۴۰۲) حقوقدان و وکیل دادگستری بود.

## زندگی‌نامه
نعمت احمدی در فروردین ۱۳۳۴ در زرند در خانواده‌ای کشاورز زاده شد. او با گذراندن دوره ابتدایی در شهر زرند برای ادامه تحصیل به کرمان رفت و در سال ۱۳۴۷ از دبیرستان شهاب کرمان دیپلم گرفت. نعمت احمدی در سال ۱۳۵۰ وارد دانشکده حقوق دانشگاه تهران شد و در سال ۱۳۵۵ مدرک کارشناسی ارشد رشته حقوق گرفت.
نعمت احمدی در سال ۱۳۵۶ کارآموزی خود را در تهران آغاز کرد. او پس از انقلاب وارد مقطع کارشناسی ارشد تاریخ دانشگاه آزاد اسلامی شد و همین رشته را در سال ۱۳۷۲ با مدرک دکتری به پایان رساند. سپس در رشته تخصصی تاریخ و همینطور دروس تلفیقی دو رشته تاریخ و حقوق در دانشگاه امام صادق و دانشگاه آزاد اسلامی به تدریس پرداخت. او از سال ۱۳۸۳ رسماً وارد گروه تاریخ دانشگاه آزاد اسلامی و عضو هیئت علمی این دانشگاه شد. نعمت احمدی در کنار تدریس و وکالت، سال‌ها با نشریات مختلف از جمله روزنامه‌های سلام، شرق، آرمان، اعتدال و هفته‌نامه ارزش همکاری داشته‌است.

## وکالت
نعمت احمدی یکی از وکلای پرونده‌ قتل‌های محفلی کرمان بود. او این پرونده را به دليل گسترش ارعاب و خدشه وارد آوردن بر اعتبار نيروهای انتظامی دارای ابعاد ملی می‌دانست.
او در ماجرای دادگاه متهمان پرونده کودتای مخملی، وکالت فیاض زاهد (از اعضای ارشد حزب اعتماد ملی) و فیض‌الله عرب‌سرخی (از اعضای ارشد سازمان مجاهدین انقلاب اسلامی) را به عهده داشت. احمدی، وکیل سید ابراهیم نبوی و سعید رضوی فقیه نیز بوده‌است.

## محرومیت از تدریس و وکالت
در فروردین ۱۴۰۲ دادگاه انتظامی کانون وکلای مرکز و دادگاه عالی انتظامی قضات، حکم ممنوعیت از وکالت نعمت احمدی را صادر کردند. احمدی در سال ۱۴۰۱ از تدریس در دانشگاه آزاد هم محروم شده بود.

## درگذشت
نعمت احمدی در ۳۱ شهریور ۱۴۰۲ درگذشت.